# Крикля Роман Олегович
Роман Олегович Крикля (11 жовтня 1991, Красноград, Харківська область, Україна) — професійний кікбоксер та тайський боксер. Чемпіон світу за версією К-1 2016, Чемпіон світу за версією А1, «Kunlun Fight», TNA, ONE FC у надважкій вазі по правилах кікбоксингу та муай-тай. Протягом кар'єри провів 58 поєдинків на професійному ринзі, в яких одержав 50 перемог.

## Спортивна біографія
Крикля Роман Олегович народився 11 жовтня 1991 року у м. Красноград, Харківської обл., Україна.
З шести років розпочав заняття в спортивному клубі «Буровик». Тренував його Кожушко Валентин Миколайович.
Брав участь у спортивних змаганнях клубного, районного і обласного рівнів.
Разом з клубом «Буровик», з 10 річного віку, Роман почав виїздити на першості України серед дітей і юнацтва з кемпо-карате і кікбоксингу.
У 2008 році в місті Луцьк став чемпіоном України з кікбоксингу серед юнаків і отримав звання майстра спорту з кікбоксингу.
З 2008 року продовжив тренуватися в Харкові, в клубі «Максимус», у тренера Кійка Максима Миколайовича. Також, Роман вдосконалював ударну техніку рук у відомого харківського тренера з боксу Демченка Віктора Миколайовича.
Під час навчання в Харківському національному автомобільно-дорожньому університеті, відстоював честь ВНЗ на першостях України з кікбоксингу серед студентів, чотири роки поспіль (2012—2015) займав перше місце. Став срібним чемпіоном України серед любителів з тайського боксу в Одесі (2010).
З 2011 року, Роман почав виступати на професійному ринзі в боях з кікбоксингу за версією К-1 (професійна версія) і з тайського боксу (муай-тай) у важкій ваговій категорії. З 2013 року продовжив тренуватися у Мінську, у клубі «Чінук» під керівництвом відомого тренера Грідіна Андрія Сергійовича.
У 2015 році взяв участь у турнірі боїв за правилами TNA (одна з професійних версій кікбоксингу, що має статус кубка світу). Турнір проводиться у місті Казань (Росія) і триває протягом року. У цьому турнірі взяли участь спортсмени з 36 країн. Усі свої бої Роман закінчив нокаутом, отримав перемоги над спортсменами з Нідерландів, Хорватії, Італії. Фінальний поєдинок відбувся 4 вересня. Суперником Романа був боєць з Камеруну Деніел Лентьє.
У січні 2016 року, у місті Шанхай (Китай), Роман здобув перемогу над володарем звання чемпіону світу з версії «Kunlun Fight» Джафаром Вілнісом (Нідерланди), відібравши в нього чемпіонське звання.
Зріст Романа 200 см, вага 100 кг.

## Звання
- Чемпіон світу за версією К-1, 2016 (Сербія, Белград).
- Чемпіон світу за версією А 1, 2016.
- Чемпіон світу за версією «Kunlun Fight», Китай, 2016.
- Чемпіон світу за версією TNA.
- Переможець турніру «Kunlun Fight Top-8», «Kunlun Fight Final», Китай.
- Переможець турніру «Вікторі», Франція, Париж, 2013.
- Переможець турніру «Кубок TNA», Прага, Чехія, 2015.
- Чемпіон України за версією WAKO 2010—2011 р.р.

## Статистика
Статистика поєдинків на професійному ринзі:
| :         |                        |                    |       |
| Результат | Суперник               | Локація            | Метод |
| Перемога  | Анатолій Нестеров      | Одеса, Україна     | KO    |
| Перемога  |                        | Відень, Австрія    | KO    |
| Перемога  | Міхал Гоєр             | Трнава, Словаччина | KO    |
| Перемога  | Максим Сукачов         | Харків, Україна    | KO    |
| Перемога  | В'ячеслав Щербаков     | Харків, Україна    | KO    |
| Перемога  | Томаш Можний           | Прага, Чехія       | РС    |
| Поразка   | Валентин Славіковський | Мінськ, Білорусь   | РС    |
| Перемога  | Олександр Бодрухін     | Буковель, Україна  | KO    |
| Перемога  | Євген Макаров          | Харків, Україна    | РС    |
| Перемога  | Сергій Шитіков         | Буковель, Україна  | КО    |
| Перемога  | Юрій Додко             | Москва, Росія      | РС    |
| Перемога  | Паком Ассі             | Тур, Франція       | KO    |
| Поразка   | Мартін Пакас           | Словаччина         | РС    |
| Перемога  | Паком Ассі             | Париж, Франція     | KO    |
| Поразка   | Кірк Круба             | Казань, Росія      | РС    |
| Перемога  | Томаш Крон             | Нанкін, Китай      | KO    |
| Перемога  | Сергій Маслобоєв       | Чунцін, Китай      | KO    |
| Перемога  | Їре Старіат            | Прага, Чехія       | РС    |
| Перемога  | Кулла Радован          | Прага, Чехія       | РС    |
| Поразка   | Джафар Вілніс          | Хайнань, Китай     | РС    |
| Перемога  | Декстер Сюїсс          | Казань, Россия     | KO    |
| Перемога  | Ігор Михайлевич        | Казань, Росія      | KO    |
| Перемога  | Клаудіо Істрате        | Казань, Росія      | KO    |
| Перемога  | Даніель Ленте          | Казань, Росія      | КО    |
| Перемога  | Іван Павле             | Бухарест, Румунія  | РС    |
| Поразка   | Тарік Кабез            | Бухарест, Румунія  | РС    |
| Перемога  | Костянтин Глухов       | Грозний, Росія     | РС    |
| Перемога  | Джафар Вілніс          | Шанхай, Китай      | РС    |
| Перемога  | Томаш Ваннесте         | Марсель, Франція   | КО    |
| Перемога  | Даніель Ленте          | Марсель, Франція   | КО    |
| Перемога  | Колін Джордж           | Грозний, Росія     | КО    |
| Перемога  | Даніель Ленте          | Ліон, Франція      | РС    |
| Перемога  | Арнольд Оборотов       | Ліон, Франція      | КО    |